# Mickey 17
Mickey 17 ist ein US-amerikanischer Spielfilm von Bong Joon-ho aus dem Jahr 2025. Der Science-Fiction-Film basiert auf dem 2022 erschienenen Roman Mickey7 von Edward Ashton. Die Hauptrolle übernahm Robert Pattinson. Die Deutschland-Premiere erfolgte im Februar 2025 im Rahmen der Internationalen Filmfestspiele Berlin (Berlinale). Ein regulärer globaler Kinostart fand ab Anfang März desselben Jahres statt.

## Handlung
Im Jahr 2054: Nach einer gescheiterten Geschäftsidee können Mickey Barnes und sein Freund Timo ihre Schulden bei Gangstern nicht mehr zurückzahlen, so dass ihr Leben bedroht ist. Sie entschließen sich zur Flucht und heuern als Besatzung eines Raumschiffs an, das die Erde verlässt, um den Planeten Niflheim zu kolonisieren. Angeführt und finanziert wird die Mission vom egomanischen, christlich-fundamentalistischen Milliardär und US-Senator Kenneth Marshall. Auf der Erde politisch gescheitert träumen er und seine Frau Ylfa insgeheim davon, auf Niflheim eine „reine“ Gesellschaft zu errichten. Ohne den Vertrag gelesen zu haben, bewirbt sich Mickey als sogenannter „Expendable“ (deutsch „Entbehrlicher“): Falls er stirbt, wird mithilfe eines Bioprinters ein Klon von ihm ausgedruckt und sein zuvor per Backup abgespeichertes Gedächtnis neu implementiert. Das Verfahren ist so einfach, dass nicht einmal die geringsten Mühen unternommen werden, um Mickeys Leben bei den zahlreichen gefährlichen Aufgaben zu schützen, und so stirbt er an kosmischer Strahlung, tödlichen Viren, experimentellen Medikamenten und verschiedensten Unfällen. Obwohl er wie ein „Wegwerfartikel“ behandelt wird, entwickelt sich während der Reise zwischen ihm und der Soldatin Nasha eine intensive Liebesbeziehung.
Die Eis- und Schneewelt von Niflheim wird von den Creepern bevölkert, einer vom Aussehen bärtierchenartigen Alien-Spezies. Bei einer Erkundungstour stürzt die mittlerweile 17. Version von Mickey in eine Gletscherspalte und wird dem scheinbar sicheren Tod überlassen. Als jedoch Creeper erscheinen, die ihn wider Erwarten nicht fressen, sondern an die Oberfläche bringen, kann er zur Kolonie zurückkehren. Dort muss er feststellen, dass er für tot gehalten und inzwischen ein neuer Klon (Mickey 18) gedruckt wurde. Da die Existenz von mehreren Klonen gleichzeitig (sogenannten „Multiples“) illegal ist, droht beiden Mickeys bei ihrer Entdeckung die Vernichtung. Am selben Abend darf Mickey 17 bei einem Dinner mit Kenneth Marshall und Ylfa teilnehmen. Das Dinner endet aber für ihn mit starken Schmerzen und Erbrechen, nachdem ihm experimentelles Fleisch vorgesetzt wurde. Mickey 18, der jähzorniger als Mickey 17 ist und diesen für einen Versager hält, erfährt davon und hat genug von der demütigenden Behandlung. Er beschließt, Marshall zu töten. Bei einer Zeremonie verübt er ein Schussattentat auf Marshall, doch als zwei unbemerkt eingeschleppte Baby-Creeper auftauchen, bricht Panik im Saal aus und der Anschlag scheitert. Die Existenz der Multiples fliegt auf, beide Mickeys und Nasha werden verhaftet.
Da die Creeper wahrnehmen, dass von den beiden Baby-Creepern eines getötet wurde und das andere misshandelt wird, versammeln sie sich zu Tausenden um das Raumschiff. Marshall interessiert sich nicht für die Erklärungen von Nasha und einigen Wissenschaftlern, dass die Creeper friedliche, intelligente Wesen sind, und will sie stattdessen mit Nervengas ausrotten. Zuvor sollen Mickey 17 und 18, beide versehen mit ferngezündeten Bombenwesten, in einem „Wettbewerb“ den Creepern die Schwänze abschneiden, wobei jener Mickey, der zuerst 100 Stück sammelt, überleben darf. Als Marshall jedoch die Gelegenheit sieht, die Creeper-Königin zu töten und als „Kriegsheld“ in die Geschichte einzugehen, geht er selbst nach draußen. Dort kommt es zum Showdown, bei dem Mickey 18 sich selbst in die Luft sprengt, um Marshall zu töten.
Nach Marshalls Tod endet dessen Herrschaft und seine Anhänger werden inhaftiert. Ylfa begeht später Selbstmord, wie Mickey aus dem Off erzählt. Das Expendable-Programm wird abgeschafft und Nasha zur Anführerin der Kolonie gewählt, welche in friedlicher Koexistenz mit den Creepern lebt. Bei der Grundsteinlegung auf Niflheim darf Mickey die Klonvorrichtung symbolträchtig in die Luft sprengen. Kurz bevor er den Zünder auslöst, hat er jedoch einen Albtraum, in dem Kenneth Marshall von Ylfa neu ausgedruckt wird.

## Entstehungsgeschichte

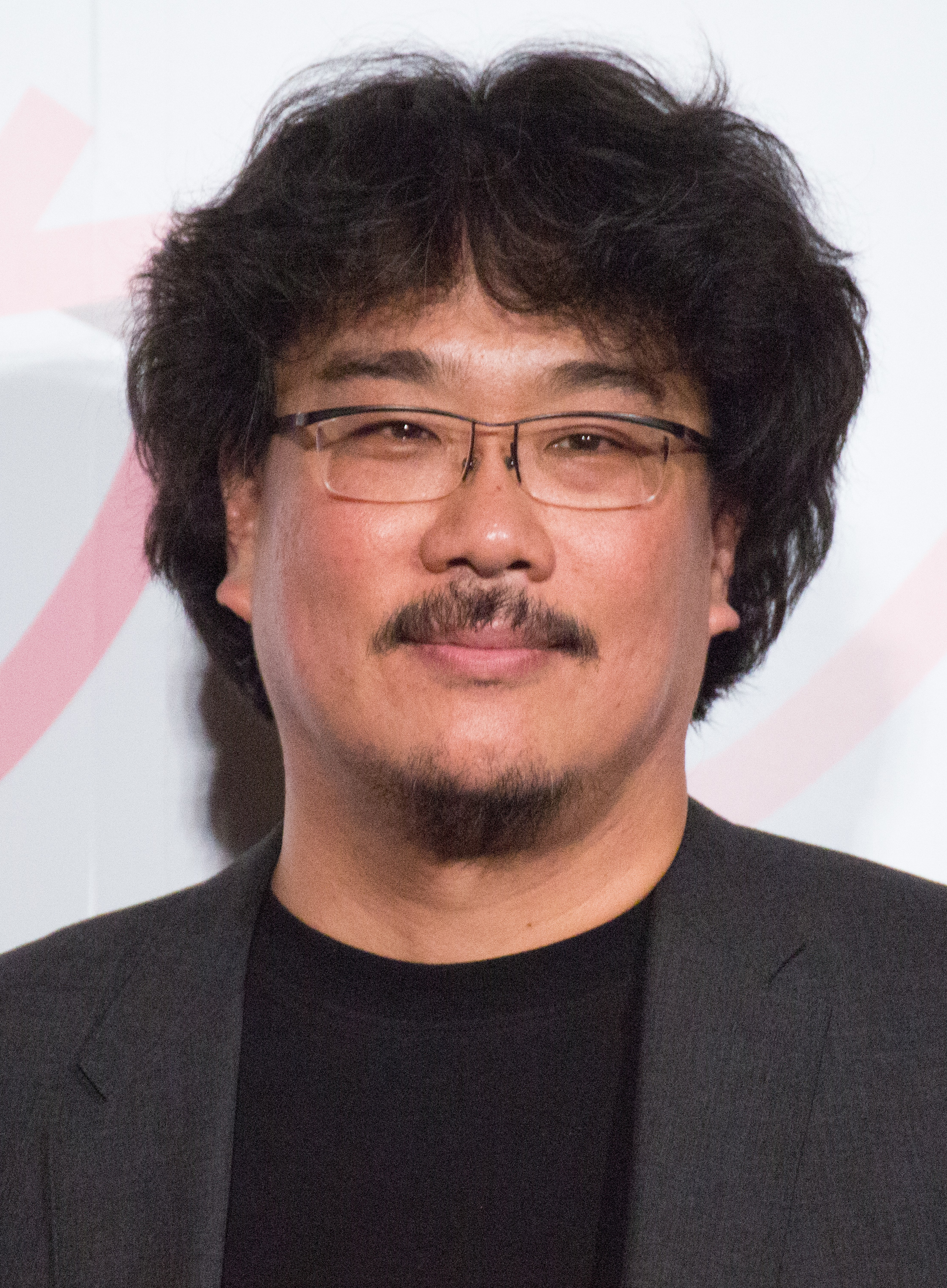
Regisseur, Drehbuchautor und Produzent Bong Joon-ho (2017)

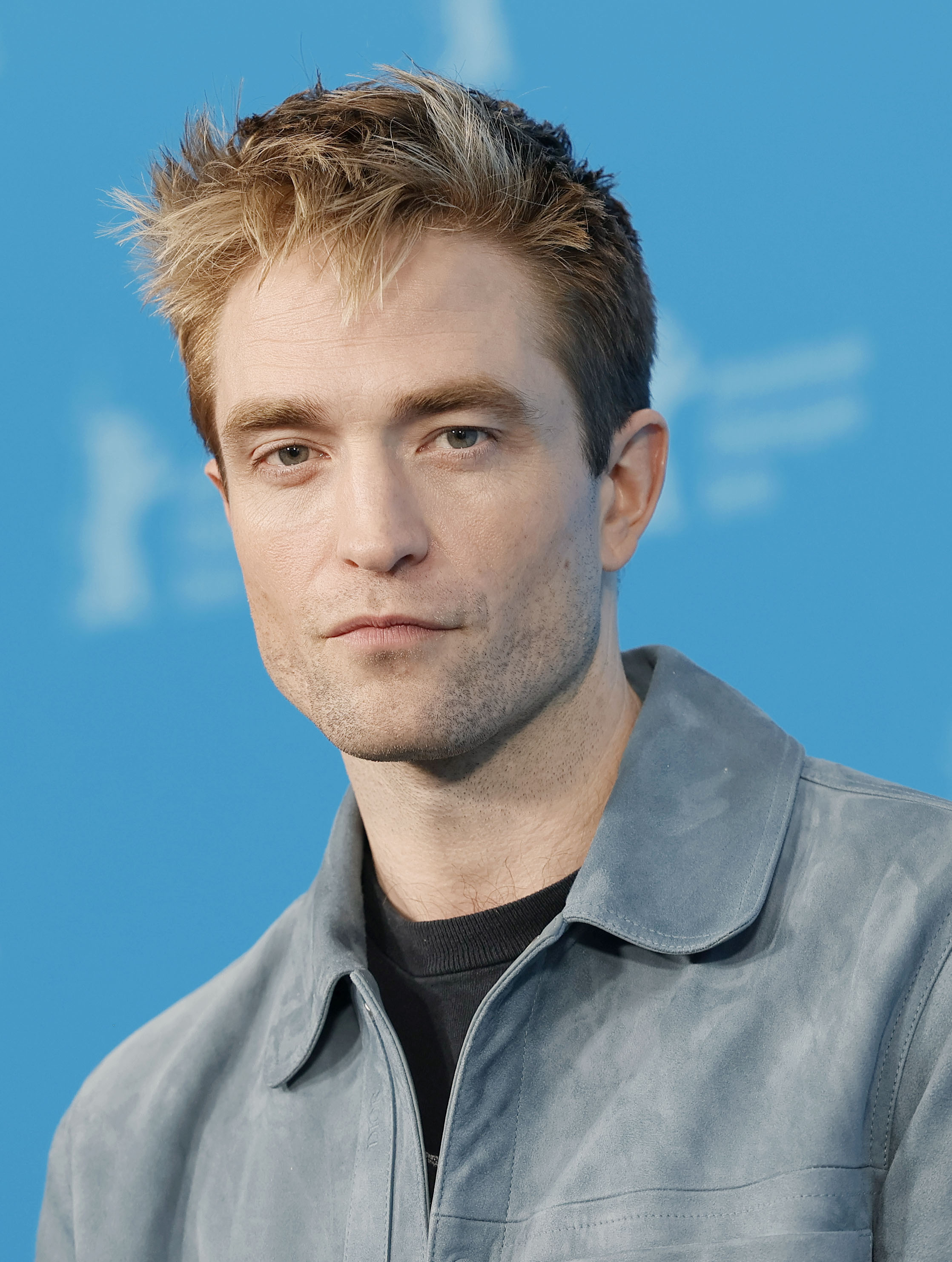
Hauptdarsteller Robert Pattinson bei der Präsentation des Films auf der Berlinale 2025

Mickey 17 (ursprünglicher Arbeitstitel: Mickey7) ist der achte Spielfilm des südkoreanischen Regisseurs Bong Joon-ho und die erste Produktion seit seinem Publikums- und Kritikererfolg Parasite (2019). Auch verfasste er das Drehbuch, das auf dem im Februar 2022 erschienenen Roman Mickey7 von Edward Ashton basiert (dt. Titel: Mickey7 – Der letzte Klon). Der in New York lebende Krebsforscher und Quantenphysiker veröffentlichte mit Mickey7 seinen ersten Science-Fiction-Roman. Bong erhielt das noch unveröffentlichte Manuskript Ende 2021 während der COVID-19-Pandemie vom Romanautor selbst und begann vor Weihnachten nach einem namhaften Hollywood-Darsteller in seinen 30ern zu suchen. Die Wahl fiel auf den britischen Schauspieler Robert Pattinson, mit dem er noch nie zuvor gearbeitet hatte. Er bot ihm die Titelrolle vor Jahresbeginn 2022 an. Als Inspiration für die Stimmen der verschiedenen Versionen der Titelfigur wollte Pattinson ursprünglich auf Steve-O und Johnny Knoxville aus Jackass zurückgreifen. Pattinson imitierte diese bei der ersten Drehbuchlesung, was Bong jedoch nicht gefiel. Daraufhin griff der Schauspieler stimmlich auf die Zeichentrickfiguren Ren und Stimpy sowie auf die Figuren des Jerry Lundegaard (William H. Macy) und Gaear Grimsrud (Peter Stormare) aus Joel Coens preisgekrönten Thriller Fargo (1996) zurück.
Gerüchte um eine Verfilmung des Buches wurden im Januar 2022 öffentlich, einen Monat bevor Ashtons Roman veröffentlicht werden sollte. Regisseur und Drehbuchautor Bong produzierte Mickey 17 auch mit seiner eigenen Firma Offscreen. Gemeinsam mit Dooho Choi für die Kate Street Picture Company und Dede Gardner und Jeremy Kleiner für Plan B. Es handelt sich gleichzeitig um Bongs zweiten Vertrag mit WarnerMedia, nachdem er zuvor damit beauftragt wurde, für HBO einen Fernsehmehrteiler zu drehen, der im Parasite-Universum spielen sollte. Auch hatten Choi und er bereits an dem Abenteuerfilm Okja (2017) mit Plan B zusammengearbeitet.
Im Mai 2022 wurde die Verpflichtung Pattinsons offiziell bestätigt. Auch wurden mit Toni Collette, Mark Ruffalo und Naomi Ackie weitere Mitglieder des Schauspielensembles präsentiert. Ruffalo, dessen Darstellung des Kongressabgeordneten Kenneth Marshall Kritiker an den US-amerikanischen Präsidenten Donald Trump erinnerte, erhielt bei der Entwicklung der Figur Hilfestellung von Bong. Dieser stellte seinem Schauspieler Videos und Bilder eines „bestimmten koreanischen Politikers“ zur Verfügung. Ruffalo wiederum habe sich an einem früheren US-amerikanischen Gouverneur erinnert gefühlt. Bong gab jedoch an, dass Ruffalo und er sich nicht auf düstere Diktatoren konzentriert hätten. Vorlage seien „lächerliche, clowneske Politiker“ gewesen „und die lächerlichen Dinge [...], die sie tun“. Darüber hinaus habe Kenneth Marshall „ein sehr geringes Selbstwertgefühl“. Ruffalo zeigte sich überrascht, dass Bong ihm die Rolle angeboten hatte. Der US-amerikanische Schauspieler hatte in der Vergangenheit weder in Komödien gespielt noch nennenswerte Rollen als Bösewicht übernommen. Bong, der ein Fan der Ruffalo-Filme Zodiac – Die Spur des Killers (2007) und Foxcatcher (2014) ist, lobte ihn als „großartigen, differenzierten Schauspieler“ und für seine „sehr verletzliche und zerbrechliche Seite“.
Kurze Zeit später fand die Vorproduktion in den Warner Bros. Studios Leavesden in England statt. Pattinson hatte dort zuvor die Warner-Bros.-Comicverfilmung The Batman (2022) abgedreht. Anfang Juli stieß Steven Yeun zum Schauspielensemble dazu. Die Dreharbeiten in Leavesden begannen Anfang August 2022 und sollten mindestens bis Dezember andauern. Die Produktionskosten werden mit 118 Millionen US-Dollar angegeben.
Ein erster Teaser zum Film wurde Anfang Dezember 2022 veröffentlicht. Mitte September 2024 folgte die Veröffentlichung eines Trailers.
Die Weltpremiere von Mickey 17 wurde mehrfach verschoben. Ursprünglich sollte der Film bereits ab März 2024 regulär in den Kinos anlaufen, bevor der Kinostart ein zweites Mal auf Januar 2025 geändert wurde. Als Gründe wurden die schwierige Terminierung für einen IMAX-Kinostart und eine längere Postproduktionsphase angegeben. In den Produktionszeitraum von Mickey 17 waren auch Streiks von verschiedenen Berufsverbänden in Hollywood, darunter jener der Schauspielergewerkschaft SAG-AFTRA, gefallen. Bong selbst gab an, dass die Verzögerung aufgrund der Nachbearbeitung im Schnittraum entstanden sei. Nach Okja war ihm wieder vertraglich das Recht am Final Cut zugesichert worden. Der Weg zur finalen Fassung war laut dem Regisseur „ein langer Prozess“, jedoch sei der Umgang zwischen dem Filmstudio und ihm „immer reibungslos und respektvoll“ verlaufen.

## Veröffentlichung
Die feierliche Uraufführung von Mickey 17 unter Beisein des Filmteams fand am 13. Februar 2025 am Leicester Square in London statt. Die Deutschland-Premiere erfolgte zwei Tage später, am 15. Februar bei den 75. Filmfestspielen Berlin.
Ein regulärer Kinostart in Südkorea wurde auf Freitag, den 28. Februar 2025 gelegt, wodurch der Film dort an einem verlängerten Wochenende anlief (am Montag, den 1. März wurde der Tag der Unabhängigkeitsbewegung gefeiert).
Anfang März 2025 wurde Bongs Regiearbeit global durch Warner Bros. veröffentlicht, darunter ab dem 6. März auch in den deutschen Kinos.

## Rezeption

### Einspielergebnis
Mickey 17 erreichte in Südkorea in den ersten vier Tagen nach dem Kinostart ein Einspielergebnis von 9 Millionen US-Dollar und dominierte die Kinokassen in dem asiatischen Land – 70 Prozent der Erlöse entfielen auf Bongs Film. Es war das erfolgreichste Eröffnungswochenende für Warner Bros. in Südkorea seit 2019 und der erfolgreichste Robert-Pattinson-Film noch vor The Batman (2022). Zwar konnte Mickey 17 den Einspielrekord der zuvor veröffentlichten Comicverfilmung Captain America: Brave New World brechen, überbot aber nicht das Ergebnis von Bongs vorangegangenem Film Parasite, der im Mai 2019 auf ein Eröffnungswochenende von 20,8 Millionen US-Dollar gekommen war.

### Kritiken
Die Website Rotten Tomatoes fasste den Konsens der englischsprachigen Filmkritik mehrheitlich positiv zusammen. Von den nach der Premiere aufgeführten über 100 gelisteten Kritiken sind 86 Prozent positiv („fresh“) und führten zu einer Durchschnittswertung von 7,3 von 10 möglichen Punkten. Der Konsens der Rezensenten befand, dass Regisseur Bong mit Mickey 17 „zu seinen Stärken, dem verrückten Science-Fiction-Film mit einer vernichtenden Sozialkritik im Kern“ zurückkehre und verwies auf die Darstellerleistung von Robert Pattinson. Auf der Website Metacritic erhielt das Werk eine Bewertung von 73 von 100 möglichen Punkten, basierend auf mehr als 30 ausgewerteten englischsprachigen Kritiken. Dies entspricht „allgemein positive“ („Generally Favorable“) Rezensionen. In der Filmografie des Regisseurs belegt Mickey 17 nach den Kritikerstimmen der beiden Webseiten einen Platz im Mittelfeld.
Im deutschsprachigen Raum fielen die Rezensionen mehrheitlich positiv aus. Lobend über Mickey 17 äußerten sich Filmkritiker von der Frankfurter Allgemeinen Zeitung, Frankfurter Rundschau, vom österreichischen Standard, Tagesspiegel, der tageszeitung, Zeit und nd. Gemischte Stimmen gab es von epd Film, vom filmdienst, Spiegel Plus, der Süddeutschen Zeitung und Welt Online. Negativ rezensierten die Berliner Morgenpost, Berliner Zeitung und Neue Zürcher Zeitung das Werk.
Die Jury der Deutschen Film- und Medienbewertung hat den Film einstimmig mit dem Prädikat „besonders wertvoll“ ausgezeichnet. „Besonders gelungen fand die Jury dabei die Darstellung der Führungsfigur bei der Raummission zur Neubesiedelung eines Planeten, da diese Figur (dargestellt von Mark Ruffalo) eine charakterliche Kombination aus einer 'Trump-haften' Person in Personaleinheit mit Elon Musk zu sein scheint und dabei noch Aspekte eines evangelikalen Erweckungspredigers enthält,“ erklärt die Jury ihr Urteil.